# Račak
Račak (em albanês: Reçak; em sérvio: Рачак/Račak) é uma vila no município de Štimlje, no Kosovo. Tornou-se notório em janeiro de 1999, depois que pelo menos 45 aldeões foram mortos, no Massacre de Račak.

## Geografia
Račak é uma vila no Kosovo, distante cerca de meio quilômetro a sudoeste de Štimlje. A aldeia fica na cordilheira de Crnoljeva. Esta cordilheira divide o campo de Kosovo e Metóquia.